# Rogério Matias
Rogério Matias, né le 22 octobre 1974 à Vila Franca de Xira, est un footballeur portugais. Il évoluait au poste de défenseur (arrière gauche).

## Biographie
Rogério Matias reçoit 5 sélections en équipe du Portugal et dispute un total de 221 matchs en 1re division portugaise. 
Il joue également 2 matchs en Ligue des Champions et 5 matchs en Coupe de l'UEFA.